# Alex White (Badminton)
Alexander „Alex“ White (* 6. Juli 1961) ist ein schottischer Badmintonspieler. 

## Karriere
Alex White gewann 1983 die Portugal International gefolgt vom ersten nationalen Titel 1984. 1985, 1987 und 1988 war er in seiner Heimat erneut erfolgreich. 1986, 1987 und 1988 siegte er auch bei den Irish Open.

## Sportliche Erfolge
| Saison | Veranstaltung                       | Disziplin    | Platz | Name                         |
| ------ | ----------------------------------- | ------------ | ----- | ---------------------------- |
| 1978   | Schottland: Juniorenmeisterschaften | Herreneinzel | 1     | Alex White                   |
| 1979   | Schottland: Juniorenmeisterschaften | Herreneinzel | 1     | Alex White                   |
| 1979   | Schottland: Juniorenmeisterschaften | Herrendoppel | 1     | Ross Gladwin / Alex White    |
| 1983   | Portugal International              | Herrendoppel | 1     | Billy Gilliland / Alex White |
| 1984   | Schottland: Einzelmeisterschaften   | Herreneinzel | 1     | Alex White                   |
| 1985   | Schottland: Einzelmeisterschaften   | Herreneinzel | 1     | Alex White                   |
| 1986   | Irish Open                          | Herrendoppel | 1     | Alex White / Dan Travers     |
| 1986   | Irish Open                          | Herreneinzel | 1     | Alex White                   |
| 1987   | Irish Open                          | Herrendoppel | 1     | Alex White / Iain Pringle    |
| 1987   | Irish Open                          | Herreneinzel | 1     | Alex White                   |
| 1987   | Schottland: Einzelmeisterschaften   | Herrendoppel | 1     | Alex White / Iain Pringle    |
| 1988   | Irish Open                          | Herrendoppel | 1     | Alex White / Iain Pringle    |
| 1988   | Irish Open                          | Herreneinzel | 1     | Alex White                   |
| 1988   | Schottland: Einzelmeisterschaften   | Herrendoppel | 1     | Alex White / Iain Pringle    |